# South Dundas (Ontario)
South Dundas to gmina (ang. township) w Kanadzie, w prowincji Ontario, w hrabstwie Stormont, Dundas i Glengarry.
Powierzchnia South Dundas to 519,99 km².
Według danych spisu powszechnego z roku 2001 South Dundas liczy 10 783 mieszkańców (20,74 os./km²).